# Cycle solaire 16
Le cycle solaire 16 est le seizième cycle solaire depuis 1755, date du début du suivi intensif de l'activité et des taches solaires. Il a commencé en 1923 et s'est achevé en 1933.